# Special Olympics Burkina Faso

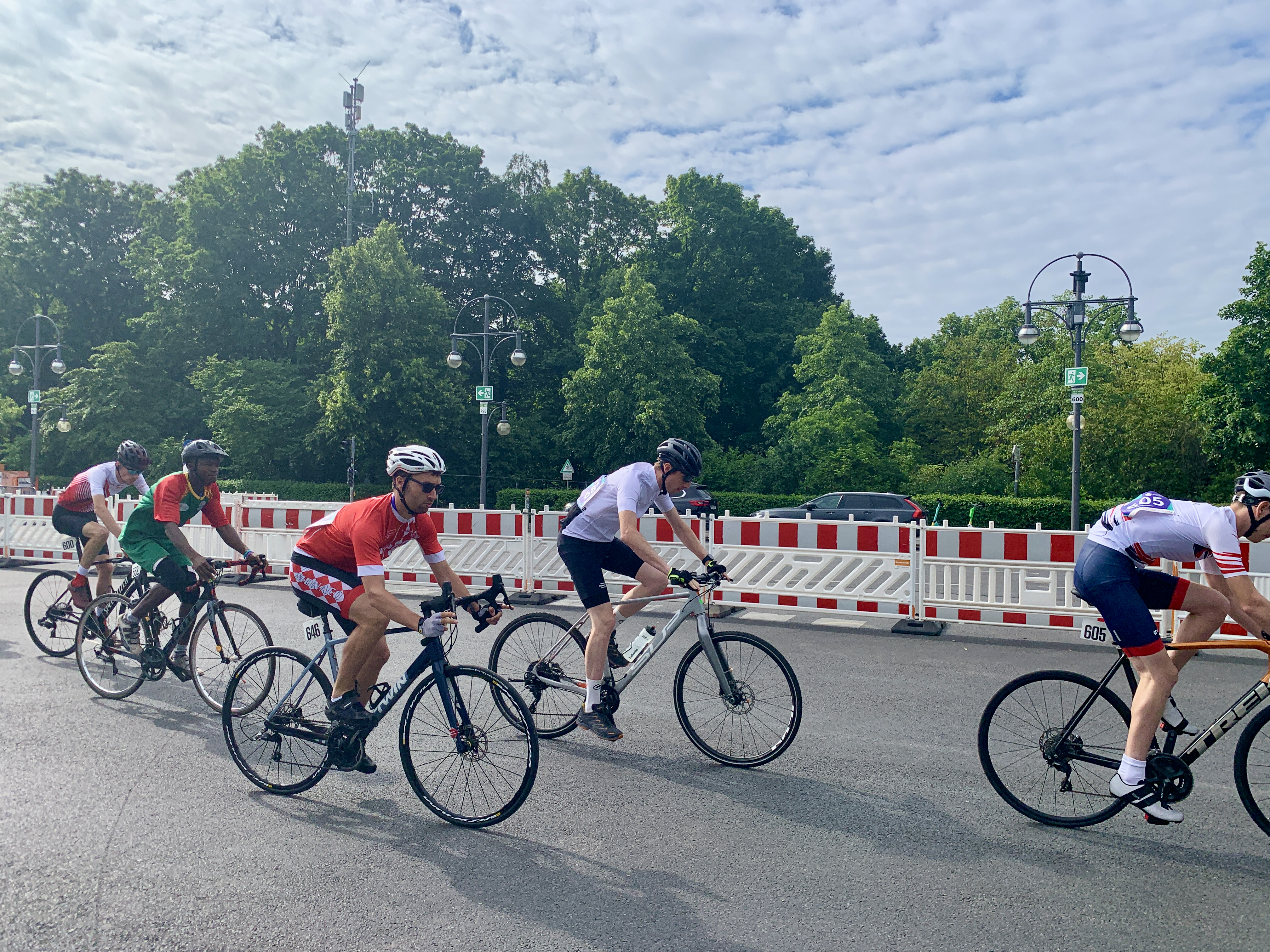
Special Olympics World Summer Games 2023 (Berlin), 10-km-Straßenrennen der Männer H1 (vlnr): Francis Mauro (SO Gibraltar), Etienne Ouedraogo (SO Burkina Faso), Yann Bouvry (SO Monaco), Marco Ebneter (SO Schweiz), James Huntington (SO Great Britain)

Special Olympics Burkina Faso ist ein Verband von Special Olympics International mit Sitz in Ouagadougou. Er hat sich zum Ziel gesetzt, Kindern und Erwachsenen mit geistiger Beeinträchtigung und Mehrfachbeeinträchtigung die Ausübung verschiedener olympischer Sportarten über das ganze Jahr hindurch zu ermöglichen, damit sie körperlich fit bleiben und sich mit anderen Special Olympics Athleten messen. Ein weiteres Ziel ist, dass sie sich so besser in ihre Gemeinschaften integrieren und Akzeptanz finden. Außerdem betreut der Verband auch das Special Olympic Team aus Burkina Faso bei internationalen Special Olympics Wettbewerben.

## Geschichte
Der Verband Special Olympics Burkina Faso wurde 1991 gegründet. Kommunikationssprachen des Verbandes sind Französisch, Mooré, Fulfulde und Dioula.

## Aktivitäten
2019 waren bei dem Verband 3255 Athletinnen und Athleten und 568 Trainer registriert.
Special Olympics Burkina Faso bietet folgende Sportarten an: Basketball, Fußball, Judo Radsport und  Schwimmen. Zu den Special Olympics World Summer Games 2019 schickte der Verband auch Teilnehmende in den Sportarten Boccia, Kraftdreikampf und Leichtathletik.
Der Verband nimmt an mehreren Programmen von Special Olympics International teil, nämlich an Athlete Leadership, Family Health Program, Youth Activation und Young Athletes.

### Teilnahme an vergangenen Weltspielen
- 1999 Special Olympics World Summer Games, Raleigh/Durham/Chapel Hill, USA (37 Athletinnen und Athleten)
- 2003 Special Olympics World Summer Games, Dublin/Belfast, Irland (8 Athletinnen und Athleten)
- 2007 Special Olympics World Summer Games, Shanghai, China (12 Athletinnen und Athleten)
- 2011 Special Olympics World Summer Games, Athen, Griechenland (10 Athletinnen und Athleten)
- 2015 Special Olympics World Summer Games, Los Angeles, USA (19 Athletinnen und Athleten)
- 2019 Special Olympics, World Summer Games, Abu Dhabi (37 Athletinnen und Athleten)[2]

### Teilnahme an den Special Olympics World Summer Games 2023 in Berlin
Der Verband Special Olympics Burkina Faso nahm an den Special Olympics World Summer Games 2023 in Berlin teil. Im Rahmen das Host Town Program wurde die Delegation aus Burkina Faso vor den Spielen vom bayerischen Landkreis Günzburg betreut. Die Delegation bestand aus ungefähr 40 Personen. Das Team gewann bei diesen Weltspielen zwei Gold-, sechs Silber- und sieben Bronzemedaillen.